# Total fertilitet

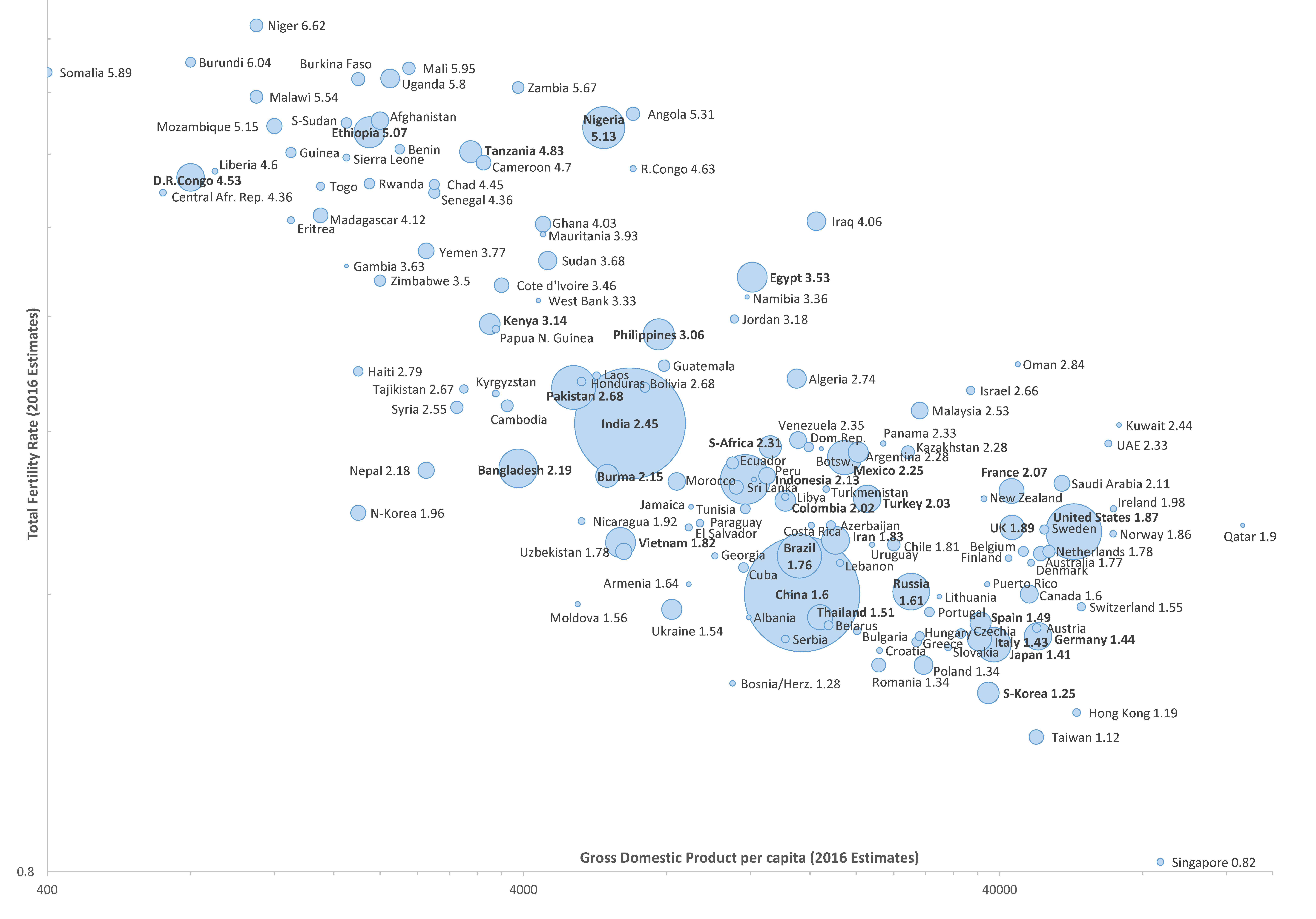
Total fertilitet jämförd med bruttonationalprodukt i olika länder 2016.

Födelsetal, fruktsamhet eller fertilitet (från engelskans fertility). Termen födelsetal är vanligast i svenska språket och har bred betydelse; inkluderar olika mått på antal födda barn. SCB nyttjar "barnafödande", fruktsamhet, och summerad fruktsamhet vilket på engelska är total fertility rate, ofta förkortat till TFR. Summerad frukktsamhet är medelvärdet av antal barn som varje kvinna föder under sin livstid i en population.
Antalet barn kan räknas på årskullar av kvinnor under hela deras liv, kohortbaserad fruktsamhet, eller på alla fertila kvinnor vid viss tidpunkt, periodbaserad fruktsamhet. Den förra reagerar inte på när barnen föds, medan den senare gör det och därmed är känsligare för osäkra tider, som får många kvinnor att skjuta upp planer på barn. När man därför räknar med periodbaserad (summerad) fruktsamhet tenderar den att variera kraftigt över ganska korta tidsperioder.
Inom demografi och teorier om demografisk transition används begreppet ersättningsnivå (från engelskans replacement level) för att beskriva det antalet barn som behövs födas per kvinna i genomsnitt för att uppehålla en stabil befolkningsnivå. Vid låg dödlighet för kvinnor så ligger ersättningsnivån på cirka 2,1 barn per kvinna, medan länder med högre dödlighet kan ha ersättningsnivåer på över 3 barn per kvinna. I många länder i världen så hänger hög dödlighet eller fattigdom och hög total fertilitet ofta ihop. Länder med låg total fertilitet, å andra sidan, brukar ha lägre dödlighet och vara förhållandevis välställda. Överlag beror höga fertilitetsnivåer ofta på brist på preventivmedel, starkare tillgivenhet till traditionella religiösa traditioner och färre möjligheter för kvinnor att utbilda sig eller jobba.

## Total fertilitet i Världen

Den totala fertilitetsnivån för alla världens länder 2023 baserat på data från Population Reference Bureau. De högsta nivåerna ligger i Subsahariska Afrika.

### Europa

Total fertilitetsnivå för EU-länderna år 2009. EU-27 (rött) markerar genomsnittsnivån.

Inom Europa ligger födelsetalen ofta under ersättningsnivån på 2,1 barn per kvinna, och mellan 1995 och 2000 låg den totala fertilitetsnivån i Europa på 1,4, vilket antyder en naturlig befolkningsminskning (om man exkluderar migrationens påverkan på befolkningen). Skillnader inom EU verkar framförallt bero på i vilken ålder kvinnor brukar föda barn, där länder med kvinnor som föder barn senare tenderar att ha högre fertilitetsnivåer. Men fertilitetsnivåerna är också kopplade till kulturella, religiösa och familjepolitiska faktorer.
I Sverige, liksom i stora delar av världen, har födelsetalen minskat över tid. Den kohortbaserade fruktsamheten låg under 1880-talet på 4,5 barn per kvinna. Runt 1900 började födelsetalen minska drastiskt och 1930 låg den kohortbaserade fruktsamheten på 1,6 barn per kvinna. Siffrorna kom att stiga något fram till 1970, då de återigen minskade. Kring sekelskiftet 2000 låg den kohortbaserade fruktsamheten på ungefär 2 barn per kvinna, medan den periodbaserade ligger på ungefär 1,7 barn per kvinna. Detta innebär att Sverige har följt mönstret för en demografisk transition, med en ökande befolkning under stora delar av 1900-talet, men med en svag naturlig befolkningsminskning nu.

### Östasien
I östasien ligger de länderna i världen som har lägst fertilitetsnivåer, med bland annat Singapore och Macao på nivåer under 1,0. Sydkorea, som har haft en total fertilitet på lägre än ersättningsnivåer under tre decennier, har stora följdproblem. De låga nivåerna beror på en lång tid av stram familjepolitik, liknande den enbarnspolitik som fanns i Kina, där familjer som skaffade färre barn belönades.

### Afrika

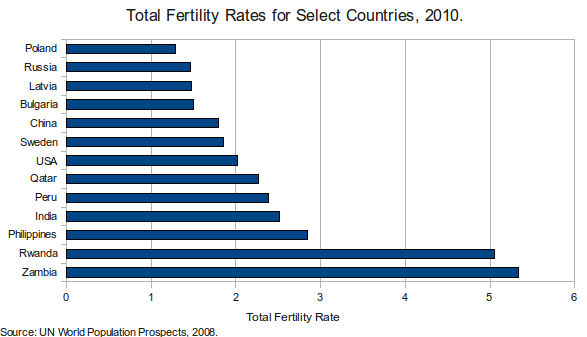
Fertilitetsnivåer för utvalda länder.

Subsahariska Afrika karaktäriseras av höga fertilitetsnivåer. Niger och Burundi är de enda länderna i världen som har fertilitetsnivåer över 6,0. Mellan 2005 och 2010 hade hela Subsahariska Afrika en fertilitetsnivå på 5,0. På grund av detta beräknas folkmängden att mer än fördubblas från 2010, då folkmängden var cirka 860 miljoner, till 1,96 miljarder år 2050. Många länder i Afrika ligger alltså i någon av de inledande stegen av en demografisk transition, men där fertilitetsnivåerna inte sjunker lika snabbt som för andra länder som genomgått transitionen.